# Ешелброн
Ешелброн (њем. Eschelbronn) општина је у њемачкој савезној држави Баден-Виртемберг. Једно је од 54 општинска средишта округа Рајн-Некар. Према процјени из 2010. у општини је живјело 2.551 становника. Посједује регионалну шифру (AGS) 8226020.

## Географски и демографски подаци
Ешелброн се налази у савезној држави Баден-Виртемберг у округу Рајн-Некар. Општина се налази на надморској висини од 156 метара. Површина општине износи 8,2 km². У самом мјесту је, према процјени из 2010. године, живјело 2.551 становника. Просјечна густина становништва износи 310 становника/km².